# Mayadunne di Sitawaka
Re Mayadunne di Sitawaka, in lingua singalese මායාදුන්නේ, (Sri Jayawardenapura Kotte, 1501? – 1581), è stato un sovrano singalese che governò per 60 anni dal 1521 al 1581. Fu un fiero oppositore della penetrazione coloniale portoghese nello Sri Lanka, iniziata nel 1505. Dedicò tutta la sua vita nel tentativo di conquistare il territorio di suo fratello, Bhuvanaikabahu VII, sovrano del regno di Kotte, con lo scopo di preservare l'indipendenza dell'isola minata dagli intrighi diplomatici dei portoghesi.

## Biografia
Nato a Sri Jayawardenapura Kotte, capitale del Regno di Kotte, forse nel 1501, fu il terzogenito del re Vijayabahu VII di Kotte che regnò dal 1509 al 1521, quando Mayadunne, in accordo con gli altri due fratelli, Bhuvanaikabahu e Raigama Bandara, si rivoltarono contro il padre perché sospettato di voler concedere il regno alla sua morte ad uno dei loro fratellastri, figli della seconda moglie del re.
Sebbene fosse il più giovane dei tre, Mayadunne fu il principale ispiratore ed esecutore della rivolta, che finì con la morte di suo padre (assassinato da un sicario straniero) e con la divisione del regno di Kotte tra i tre fratelli. Questo episodio è noto nella storia dello Sri Lanka con il nome di Wijayaba Kollaya, ovvero spoliazione di Vijayabahu.
In base agli accordi tra i tre fratelli, Bhuvanekabahu divenne Bhuvanekabahu VII di Kotte, sovrano del Regno di Kotte, il secondogenito  Raigama Bandara divenne sovrano del principato di Raigama, mentre Mayadunne assunse il titolo di sovrano del regno di Sitawaka, corrispondente approssimativamente all'attuale provincia singalese di Sabaragamuwa.
Dal momento che Mayadunne era stato il protagonista del Wijayaba Kollaya, suo fratello Bhuvanekabahu VII fu sempre sospettoso del fratello, e per questo motivo divenne alleato dei portoghesi, che avevano edificato nel 1517 un fortino a Colombo, diventandone ben presto un fantoccio. A causa di questa politica filo-portoghese, re Mayadunne guadagnò il consenso di gran parte dei capo-tribù del regno di Kotte, che consideravano negativamente la presenza portoghese sull'isola. Mayadunne guidò diversi tentativi di invasione del regno di Kotte, ma suo fratello Bhuvanekabahu riuscì sempre a ricacciarlo indietro grazie anche al sostegno militare portoghese. Durante la prima fase di questo periodo di tentativi di invasione, Mayadunne venne aiutato da un alleato anti-portoghese, il regno indiano di Calicut. Da parte loro i portoghesi cercarono in tutti i modi di attentare alla vita di Mayadunne, avendo intuito le sue grandi potenzialità, tuttavia non ottennero mai il permesso da suo fratello Bhuvanekabahu per invadere il regno Sitawaka.
Nel 1538, Raigam Bandara morì, e Mayadunne ebbe la possibilità di annettere al proprio regno quello del fratello. Da questo momento in poi la rivalità tra regno di Kotte e regno di Sitawaka si accentuò ancora di più. A ciò si aggiunse il fatto che i monaci buddhisti di Kotte, responsabili del Dantha Dhathuwa, ovvero la reliquia del dente di Buddha, lo trafugarono segretamente nel regno di Sitakawa e lo posero sotto la protezione di re Mayadunne, temendo che i portoghesi, ostili alla religione buddhista, potessero distruggerlo. Secondo la tradizione locale, chiunque avesse posseduto il Dantha Dhathuwa avrebbe avuto il diritto di rivendicare tutti i regni di Ceylon. Per questo motivo la popolarità di Mayadunne aumentò ancora di più fra la popolazione dell'intera isola, mentre suo fratello dovette legarsi sempre di più al giogo portoghese per fronteggiare l'ascesa di Mayadunne.

La potenza di Mayadunne arrivò al punto da sfidare apertamente i portoghesi ed il loro tentativo di conquistare l'intera isola dello Sri Lanka e, durante la Guerra Singalese-Portoghese riuscì ad arrestare l'avanzata portoghese nell'isola, sconfiggendo i portoghesi nella battaglia di Mulleriyawa nel 1559. Grazie ai suoi successi contro il tentativo di colonizzare l'isola, Mayadunne è considerato uno dei più importanti sovrani nella storia dello Sri Lanka.
La sua vecchiaia non fu però fortunata. Dovette affrontare tremendi scandali a corte e nel 1571 fu destituito da suo figlio Rajasimha il quale lo dichiarò pazzo sfruttando un periodo di malattia durante il quale era stato affetto da un momentaneo delirio febbrile. Egli fu poi proprio da Rajasimha imprigionato nella fortezza di Dor Bar dove rimase fino al 1581 quando fu fatto morire di stenti per volere del figlio che assumeva così il titolo di re.